# Švedski model
Švedski model je model države blagostanja karakterističan za Švedsku i ostale nordijske (skandinavske) zemlje pa se još naziva i nordijski ili skandinavski model. To je vrlo uspješan kompromis između kapitalizma i socijalizma, spoj socijalne države i stalnoga rasta švedske ekonomije.
Socijalna skrb u Švedskoj uglavnom se financira porezima. O njoj brinu tri različita ministarstva: socijalna pomoć pripada pod nadležnosti Ministarstva zdravstva i socijalne skrbi; obrazovanje je u nadležnosti Ministarstva prosvjete i znanosti, a tržište rada je pod nadležnošću Ministarstva zaposlenosti. 
Početak švedskoga sustava socijalne skrbi bio je u organizaciji Crkve. To je postalo obvezno od 1734., kada je svaka župa morala imati dom za starije osobe. U 19. stoljeću otvarane su privatne dobrotvorne organizacije za bolesnike, a od 1891. to je regulirano i subvencionirano. Vlada Liberalne stranke donijela je Nacionalni mirovinski zakon 1913., koji pruža sigurnost za starije osobe, a od 1934. pomaže se nezaposlenim osobama.
Švedska je uspostavila uspješan model demokratskog socijalizma, zbog jedinstvenog načina na koji su švedske radničke vođe, političari i staleži surađivali tijekom ranog razvoja švedske socijalne demokracije. Nastojalo se vlast i odlučivanje prebaciti s elite na radnike i u tome se uspjelo. Švedske socijalističke vođe odabrale su umjeren, reformistički politički smjer pa je Švedska izbjegla ozbiljne ekstremističke izazove, te političku i klasnu podjelu, a i ratne sukobe. Sve do danas, njeguje se socijalna država i široka zaštita građanskih sloboda. Temelj švedske politike je, da snaga dolazi iz naroda.
Švedska socijaldemokratska stranka često se naziva jednom od najuspješnijih socijaldemokratskih stranki na svijetu. Od godine 1933. kada je došla na vlast i primijenila socijaldemokratska načela u borbi protiv velike ekonomske krize, njezine vlade su uspješno iskoristile neutralnost Švedske u Drugom svjetskom, a kasnije hladnom ratu kako bi stvorile jedan od najbolje organiziranih i najefikasnijih sustava države blagostanja, a istodobno omogućile stalan rast švedske ekonomije. Švedski model, koji mnogi drže najuspješnijim kompromisom između kapitalizma i socijalizma je švedskim socijaldemokratima omogućio, da ostanu na vlasti više od sedam desetljeća, s izuzetkom razdoblja 1976. – 1982. i 1991. – 1994. Međutim, ulazak Švedske u EU i problemi izazvani procesom globalizacije, natjerali su švedske socijaldemokrate, da u posljednje vrijeme razmišljaju o zaokretu prema neoliberalnoj tržišnoj politici, odnosno ideologiji Trećeg puta.
Ministarstvo zdravstva i socijalne poslove odgovorno je za dobrobit građana i blagostanje. To se definira kao financijska sigurnost u vrijeme bolesti, starosti i kao pomoć za obitelj, socijalne usluge, zdravstvena zaštita, promicanje zdravlja i prava djece. Obrazovanje je besplatno, a jaka je uloga sindikata s velikim brojem članova.
Skandinavski model obračuna s mitom i korupcijom je nemilosrdan, tako da ni kralj nema ekonomski imunitet. Švedski birači ne trpe pohlepne političare. Kriteriji koje birači u Skandinaviji postavljaju pred svoje političare su vrlo visoki, a kazne za prekršitelje nemilosrdne. Nitko nije nedodirljiv i izuzet.
Cjelokupno stanovništvo ima jednak pristup javnim zdravstvenim uslugama. Švedski zdravstveni sustav je javno financiran.